# أرلي لاثام
أرلي لاثام (بالإنجليزية: Arlie Latham)‏ هو لاعب كرة قاعدة أمريكي، ولد في 15 مارس 1860 في West Lebanon, New Hampshire ‏ في الولايات المتحدة، وتوفي في 29 نوفمبر 1952 في غاردين سيتي في الولايات المتحدة.

## وصلات خارجية
- أرلي لاثام على موقعبيزبول رفرنس.كوم (الدوري الرئيسي) (الإنجليزية)
- أرلي لاثام على موقعبيزبول رفرنس.كوم (الدوري الثانوي) (الإنجليزية)
- أرلي لاثام على موقع جمعية أبحاث البيسبول الأمريكية (الإنجليزية)